# Église Saint-Pierre de Chéronvilliers
L'église Saint-Pierre est une église catholique située à Chéronvilliers, département de l'Eure, région Normandie en France.

## Localisation
L'église est située dans le département français de l'Eure dans le bourg de la commune de Chéronvilliers.

## Historique
L'édifice bâti au XIIIe siècle fait l'objet de travaux au XVIe siècle, après la guerre de Cent Ans et à nouveau au XIXe siècle.
L'église est inscrite au titre des monuments historiques le 24 avril 1953

## Architecture et mobilier
L'édifice possède un chevet plat.